# Cima Mongioia
La cima Mongioia o simplemente Mongioia (en italiano) o Bric de Rubren (en francés) es una montaña de 3.340 metros de altitud de los Alpes cocios.

## Toponimia
En la literatura alpina y geográfica la montaña también aparece como Gran Rubren o Monte Riouburent. En los mapas franceses suele denominarse Bric de Rubren.

## Geología
Desde el punto de vista geológico, toda la parte superior de la montaña pertenece a un complejo de esquistos con opiolitas de origen jurásico-cretácico. Cerca de la cumbre se puede observar una zona de serpentinitas.

## Geografía

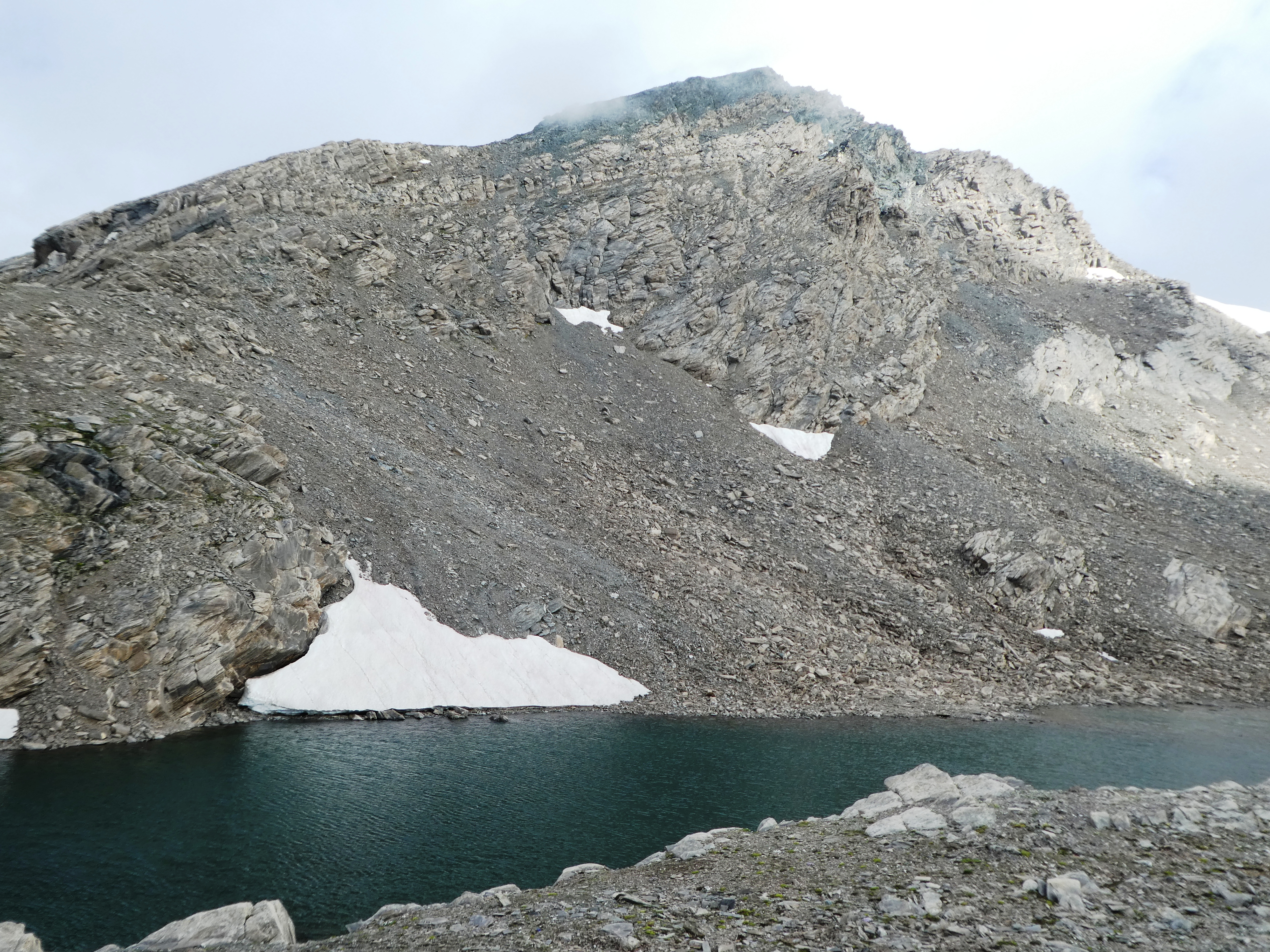
La cima Mongioia con el lago cercano.

La cima Mongioia pertenece a la cadena principal de los Alpes. Su lado italiano se encuentra en la parte alta del valle de Varaita, mientras que el francés está al final del valle de Ubaye.
Desde su cumbre se ramifican tres crestas:
- la primera, en dirección NO, divide dos pequeños valles franceses, Vallon du Loup y Vallon de Rubren;
- la segunda se dirige al sur y consiste en el tramo de la cadena principal alpina que conecta la Mongioia con el Passo Mongioia y el Monte Giuep;
- la tercera, también perteneciente a la división alpina, se dirige al este hacia el Passo di Salza y el Monte Salza.

La cara occidental de la Mongioia, frente al Vallon de Rubren, consiste en campos de bloques inclinados, mientras que las otras caras de la montaña son más empinadas y rocosas.

## Clasificación de la SOIUSA
Según la SOIUSA (Subdivisión Internacional Normalizada de los Alpes), la montaña puede clasificarse de la siguiente manera:
- parte principal = Alpes occidentales
- sector principal = Alpes suroccidentales
- sección = Alpes cocios
- subsección = Alpes cocios del Sur
- supergrupo= ➞grupo Chambeyron  en sentido amplio
- grupo = Grupo Mongioia
- subgrupo = Costiera de la Mongioia
- código = I/A-4.I-A.3.a

## Historia
El Monte Riouburent fue considerado por William Mathews como el pico más alto de los Alp laes Marítimos, pero en su opinión la cresta terminaba al norte de la Mongioia y no en el col de la Madalena.
El primer intento conocido de escalar la montaña fue del topógrafo militar francés Loreilhe en 1823, pero no llegó a la cima. Una segunda escalada documentada por François Arnaud (y la primera con un informe detallado) tuvo lugar en 1875, y también resultó infructuosa. La cumbre de la Mongioia fue alcanzada por primera vez el 20 de julio de 1878 por Paul Agnel y Joseph Risoul.

## Acceso a la cumbre

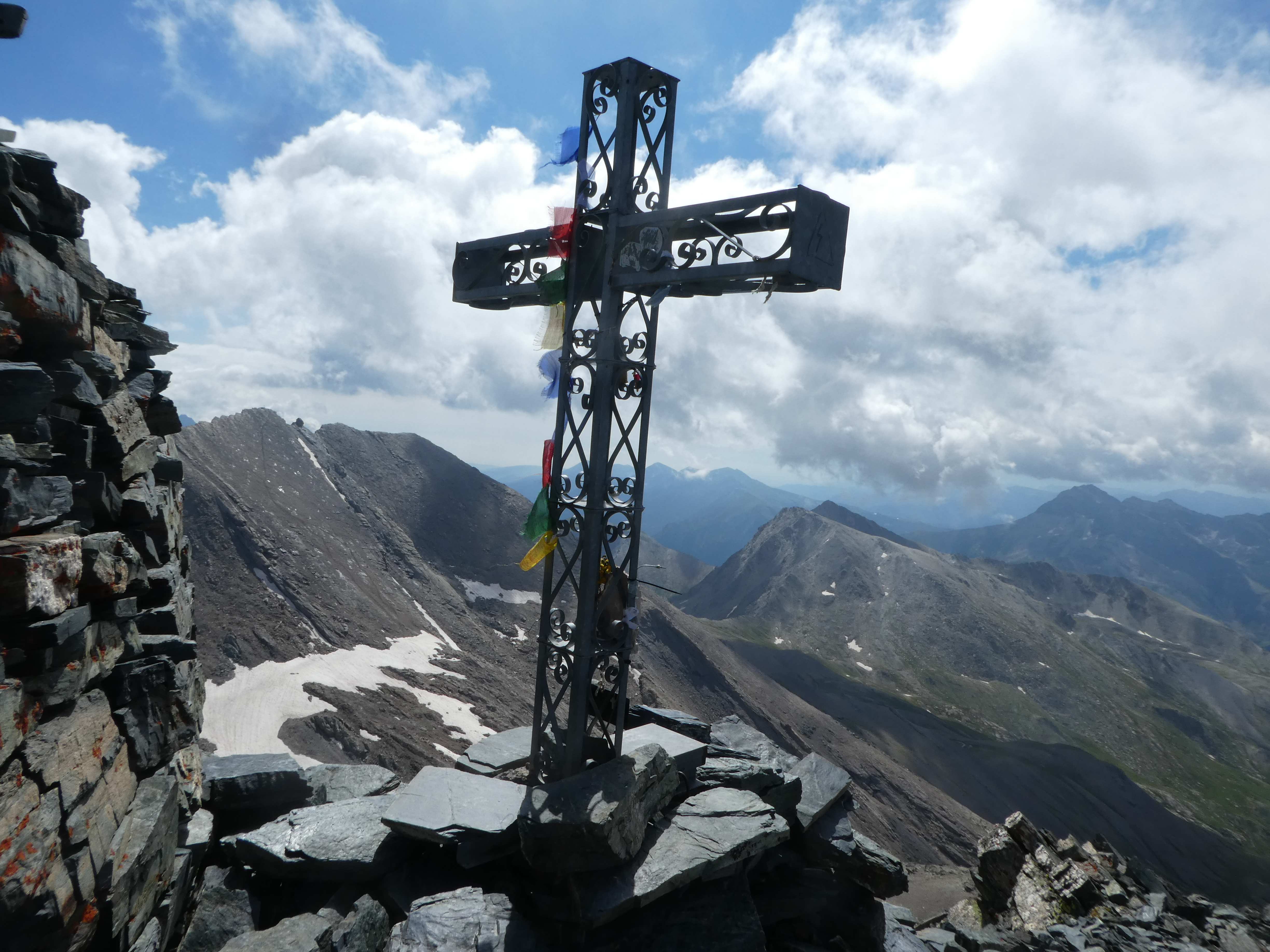
La cruz de la cumbre en Cima Mongioia.

Desde el lado italiano se puede llegar a la Mongioia partiendo del pueblo de Sant'Anna (1.850 m, Comune de Bellino). Hasta el Bivacco Franco Boerio (un refugio de montaña de madera construido en 1991, (3.089 m) hay que seguir los senderos marcados. A partir de ahí, unos senderos de paso de fácil subida permiten alcanzar la cruz metálica y el vértice geodésico de la cima (subida: 4-4,30 horas desde Sant'Anna).
Otra ruta llega al lago Mongioia a través del Vallon du Loup y el Passo di Salza.

## Mapas
- Cartografía oficial italiana (Istituto Geografico Militare - IGM); versión on-line: www.pcn.minambiente.it
- Cartografía  oficial francesa (Institut géographique nacional - IGN); versión on-line:  www.geoportail.fr
- Istituto Geografico Centrale - Carta dei sentieri e dei rifugi scala 1:50.000 n. 6 ‘’Monviso’’